# لويز مارتن
لويز مارتن (بالإنجليزية: Louise Martin)‏ هي مصورة أمريكية، ولدت في 9 يناير 1914، وتوفيت في 15 يوليو 1995.